# (341958) Chrétien
(341958) Chrétien est un astéroïde de la ceinture principale d'astéroïdes.

## Description
(341958) Chrétien est un astéroïde de la ceinture principale d'astéroïdes. Il fut découvert le 3 août 2008 à Eygalayes par Patrick Sogorb. Il présente une orbite caractérisée par un demi-grand axe de 2,42 UA, une excentricité de 0,19 et une inclinaison de 4,1° par rapport à l'écliptique.
Il est nommé d'après l'ingénieur-opticien et astronome français Henri Chrétien.

## Compléments